# Sant Martí de Torallola

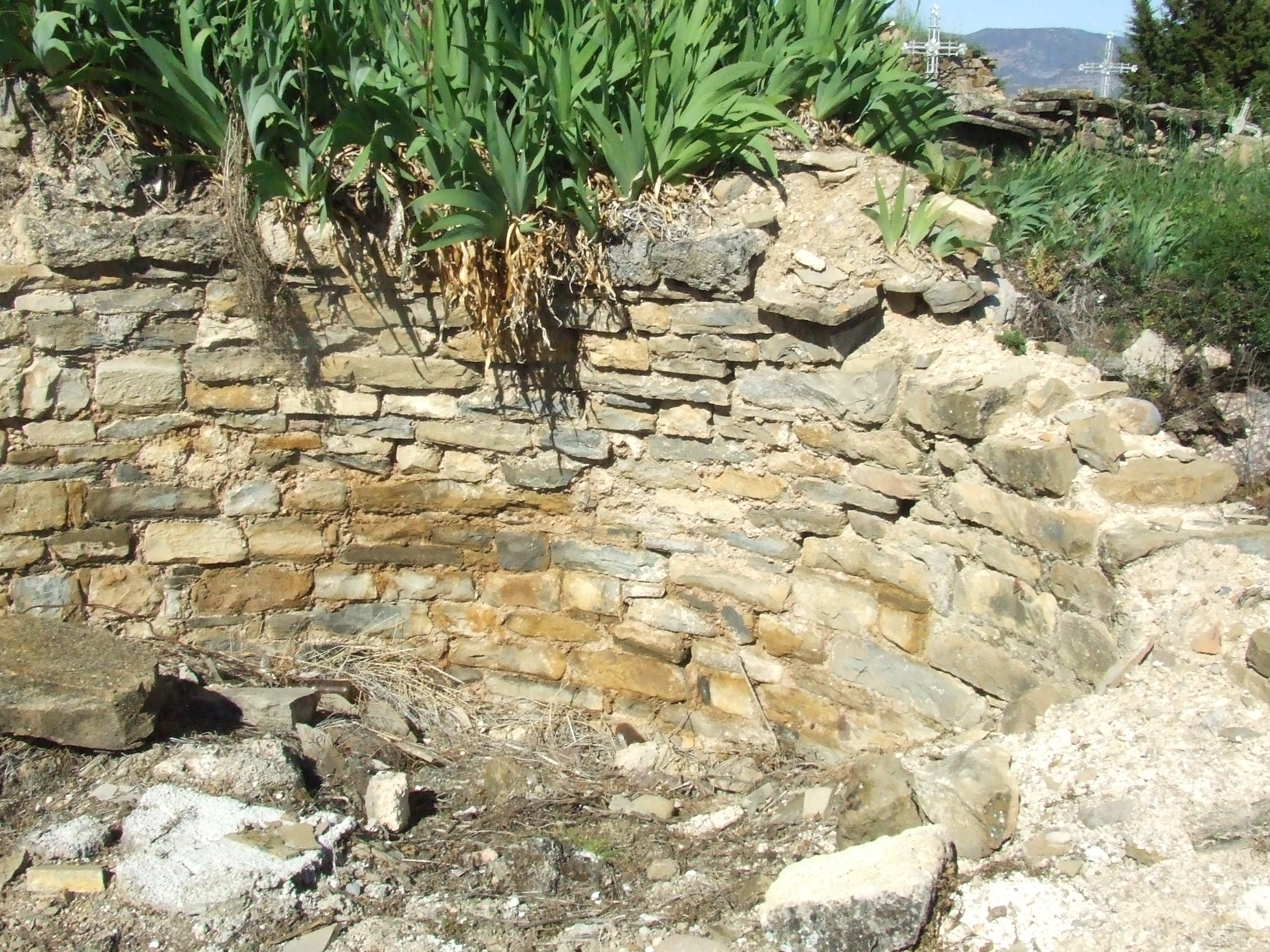
L'absis, a l'interior de la nau

Sant Martí de Torallola, era l'església romànica del poble de Torallola, pertanyent al municipi de Conca de Dalt, al Pallars Jussà. Fins al 1969 formava part del terme municipal de Toralla i Serradell.

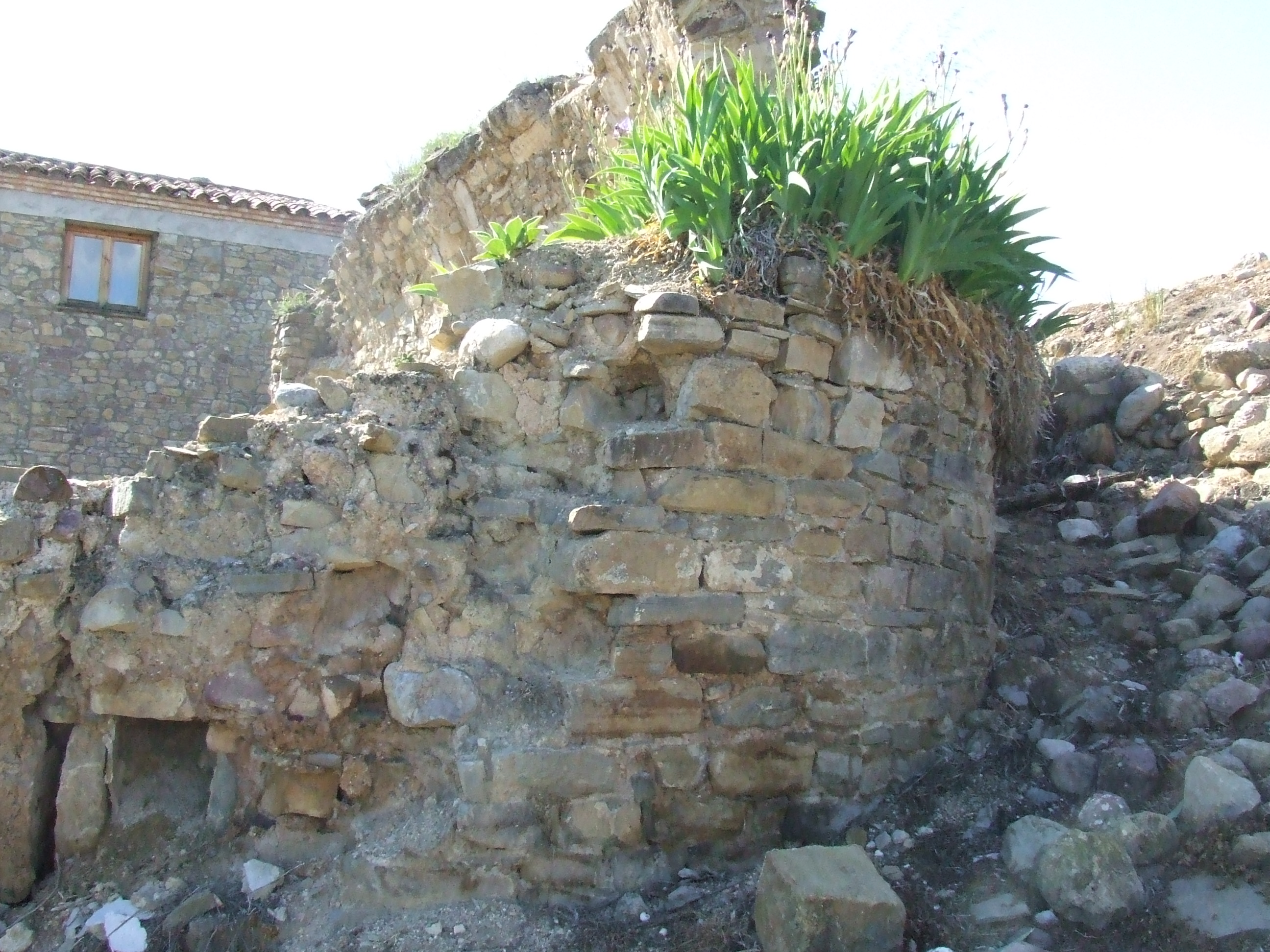
L'absis, a l'exterior

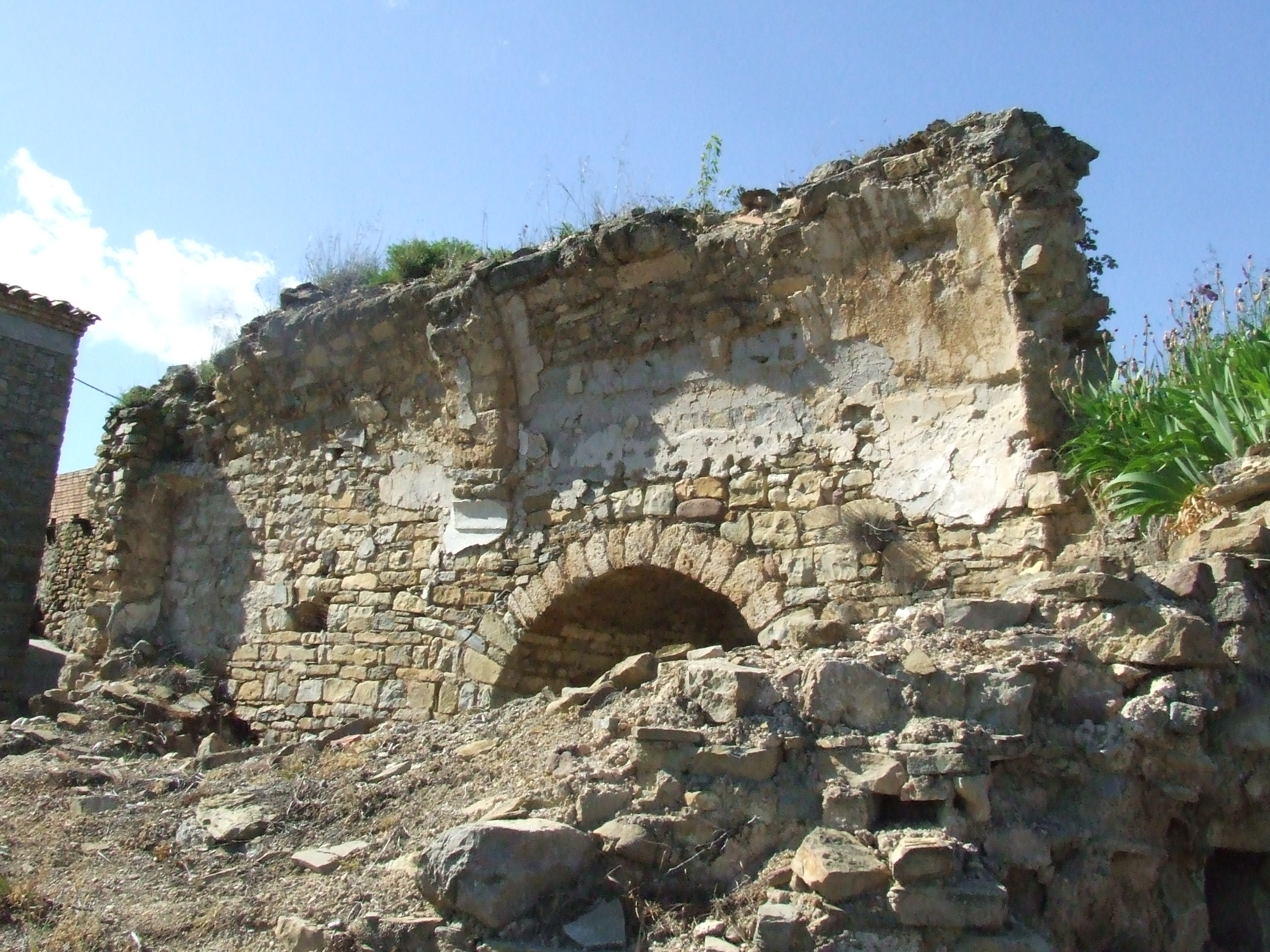
Nau i mur nord, amb l'arrencada de la volta

Era sufragània de Santa Maria de Toralla, actualment agrupada a la parròquia de la Pobla de Segur.
Es tractava d'una església d'una sola nau, amb absis semicircular a llevant. Estava cobert amb volta de canó, de la qual queda l'arrencada al mur nord, únic que roman dempeus.
Adjunta a l'església hi havia la casa rectoral, amb una segona capella dedicada també a sant Martí.